# 弥陀镇 (太湖县)
弥陀镇，是中华人民共和国安徽省安庆市太湖县下辖的一个乡镇级行政单位。

## 行政区划
弥陀镇下辖以下地区：
向阳社区、圣迹村、安乐村、白洋村、弥陀村、界岭村、长林村、铁林村、河口村、真君村和田家村。